# Nazanin Zaghari-Ratcliffe

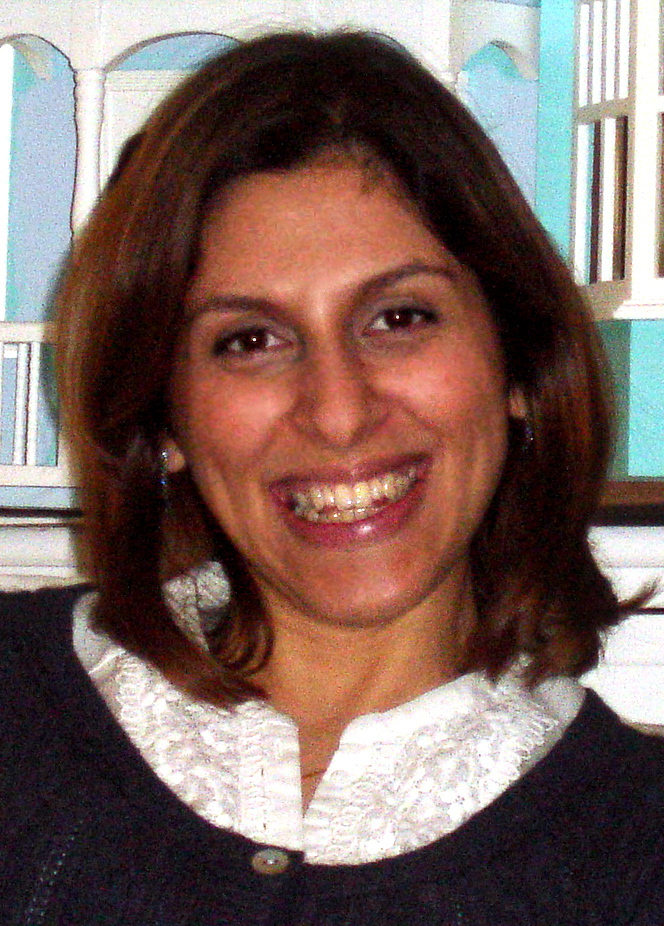
Nazanin Zaghari-Ratcliffe (2011)

Nazanin Zaghari-Ratcliffe, geborene Nazanin Zaghari (persisch نازنین زاغری; * 26. Dezember 1978 in Teheran) ist eine iranisch-britische Journalistin. Für internationale Aufmerksamkeit sorgte der Fall ihrer Inhaftierung im Iran.

## Leben und Wirken
Zaghari-Ratcliffe wurde 1978 in Teheran geboren und zog 2007 in das Vereinigte Königreich; dort lernte sie ihren Ehemann kennen. Sie ist Projektmanagerin der Journalisten-Stiftung von Thomson Reuters und war zuvor bei der BBC Media Action, einer internationalen Entwicklungsgesellschaft, beschäftigt.
Nach eigenen Angaben reiste Zaghari-Ratcliffe zum Frühjahrsfest Akitu im März 2016 mit ihrer Tochter in den Iran, um ihre Eltern zu besuchen. Im Juni 2016 wurde sie im Iran wegen Spionage verhaftet. Iranische Stellen warfen ihr offenbar Umsturzpläne und den Aufbau eines regierungskritischen Netzwerkes vor und verurteilten sie in einer nicht öffentlichen Verhandlung im September 2016 zu fünf Jahren Haft. Im August 2018 wurde ihr ein dreitägiger Hafturlaub gewährt, bei dem sie ihre Tochter wiedersehen durfte.
Am 1. November 2017 trat Außenminister Boris Johnson vor einem Parlamentsausschuss auf und bemerkte, dass Zaghari-Ratcliffe vor ihrer Verhaftung doch nichts weiter getan habe, als Leuten Journalismus beizubringen. Er nahm die Äußerung später zurück, jedoch führte das iranische Gericht seine Worte im Nachhinein ausdrücklich als Beweis für Zaghari-Ratcliffes Schuld an, und ihr wurde „Propaganda gegen das Regime“ vorgeworfen.
Neben Johnsons Fehltritt wird für Zaghari-Ratcliffes andauernde Inhaftierung auch eine Auslandsschuld der britischen Regierung mit verantwortlich gemacht, die das Verhältnis zwischen den Staaten seit den 1970er Jahren belastet. Dabei waren vom Regime des Schah 1971 bei einem Rüstungskonzern des britischen Verteidigungsministeriums 1.500 Chieftain-Panzer und andere Panzerfahrzeuge bestellt und bezahlt worden, die Fahrzeuge wurden aber wegen des Sturzes des Regimes nie geliefert und der Vertrag 1979 storniert. Die vom Iran bereits gezahlten 375 Millionen Pfund Sterling wurden jedoch nicht zurückerstattet und waren seit dem Gegenstand gerichtlicher Auseinandersetzung. Irans Außenminister Mohammad Javad Zarif erklärte im September 2019, die britische Regierung hätte angeboten, die Freigabe des Geldes zu erwirken, wenn sich Zarif für Zaghari-Ratcliffes Freilassung einsetzt. Man wurde sich jedoch nicht einig, und der neue Außenminister Jeremy Hunt verwarf das Angebot. Nach den Worten von Verteidigungsminister Gavin Williamson könne man dem iranischen Verteidigungsministerium kein Geld zukommen lassen, während die USA zeitgleich versuchten, den Staat von Einnahmequellen abzuschneiden.
Im März 2022 wurde Zaghari-Ratcliffe freigelassen und kehrte nach Großbritannien zurück. Für die Freilassung von Nazanin Zaghari-Ratcliffe und die des 2017 festgesetzten Anoosheh Ashoori zahlte die Regierung des Vereinigten Königreichs die Schulden aus dem geplatzten Panzergeschäft in Höhe von knapp 394 Millionen Pfund Sterling zurück.
Im September 2022 schnitt sie sich die Haare zur Unterstützung der Proteste infolge des Todes von Jina Mahsa Amini im Iran. Im Jahr 2022 wurde sie von der BBC in die Liste der 100 Women aufgenommen.